# إيفا أمارال
إيفا أمارال (بالإسبانية: Eva Amaral) هي عازفة قيثارة ومغنية وكاتبة غنائية إسبانية، ولدت في 4 أغسطس 1972 في سرقسطة في إسبانيا.

## وصلات خارجية
- الموقع الرسمي
- إيفا أمارال على موقع IMDb (الإنجليزية)
- إيفا أمارال على موقع ميوزك برينز (الإنجليزية)
- إيفا أمارال على موقع ديسكوغز (الإنجليزية)
- إيفا أمارال على موقع قاعدة بيانات الفيلم (الإنجليزية)